# Claus-Michael Lehr
Claus-Michael Lehr (* 2. Oktober 1961 in Merzig) ist ein deutscher Professor für Biopharmazeutika und Pharmazeutische Technologie. Seine Forschung fokussiert sich auf die Entwicklung von in-vitro-Zellkulturmodellen biologischer Barrieren sowie auf Arzneimitteltransportsysteme, die selektiv für diese Barrieren sind oder diese überwinden können.

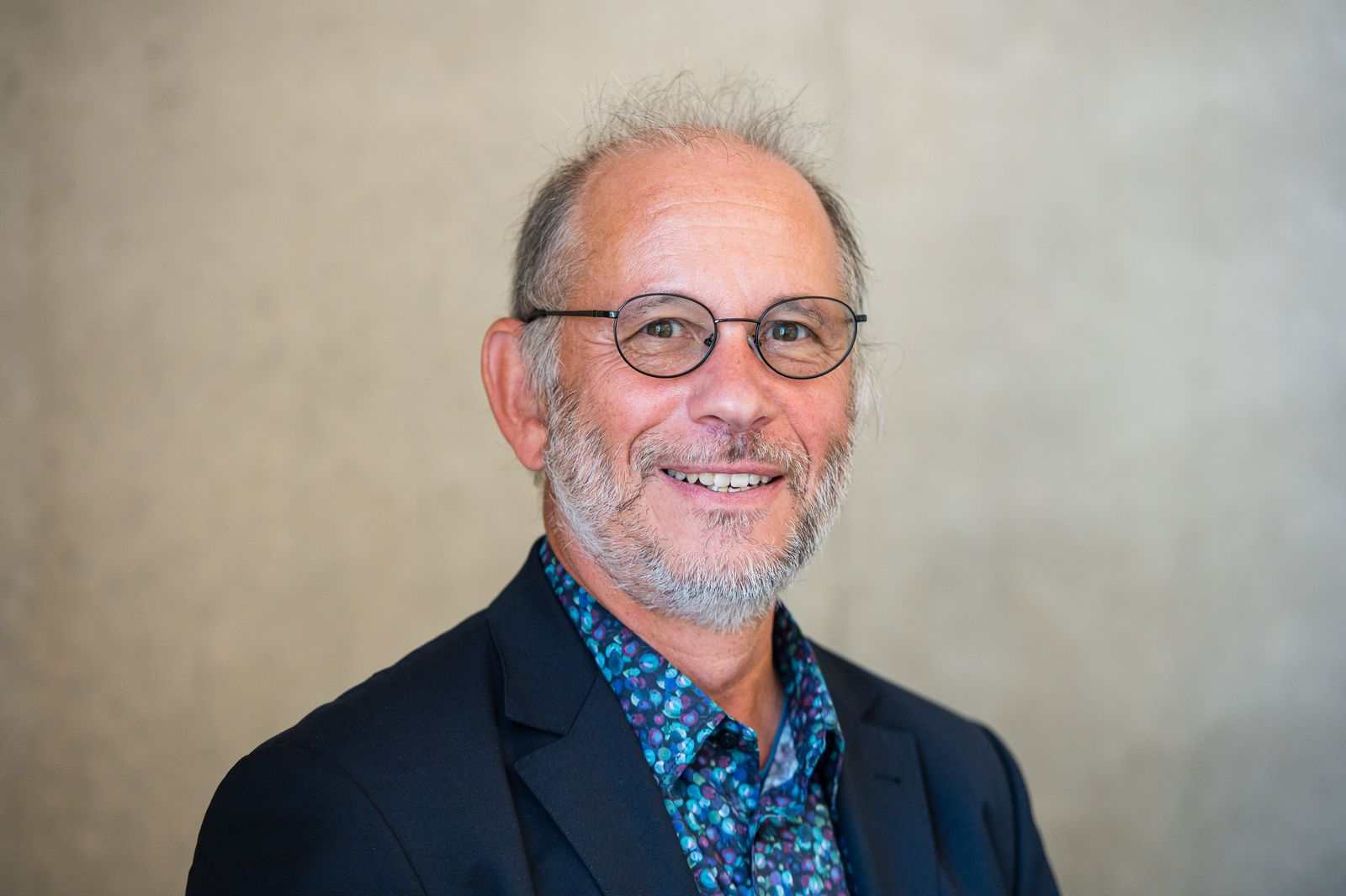
Claus-Michael Lehr, Professor für Biopharmazie und Pharmazeutische Technologie an der Universität des Saarlandes

## Akademischer Werdegang und Privates
Lehr studierte Pharmazie von 1982 bis 1984 an der Johannes Gutenberg-Universität in Mainz und von 1984 bis 1987 an der Universität Hamburg. Nach seiner Approbation 1987 begann er sein Promotionsstudium am Center for Biopharmaceutical Sciences (Universität Leiden, Niederlande) und wurde 1991 promoviert. Von 1991 bis 1992 arbeitete er als Postdoktorand an der University of Southern California (USC, Los Angeles) und von 1992 bis 1993 am Leiden Academic Center for Drug Research (LACDR). 1993 erhielt Lehr einen Ruf als Professor an den Lehrstuhl für Pharmazeutische Technologie an der Philipps-Universität (Marburg). Von 1995 an arbeitete Lehr am Institut für Biopharmazie und Pharmazeutische Technologie an der Universität des Saarlandes (Saarbrücken). Seit 2009 ist Lehr zudem Leiter der Abteilung für Wirkstofftransport und Biologische Barrieren am damals neugegründeten Helmholtz-Institut für Pharmazeutische Forschung Saarland (HIPS).
Lehr spricht fließend Englisch, Französisch und Niederländisch. Er ist verheiratet und hat drei Kinder. Außerdem ist er passionierter Segler und Jazz-Schlagzeuger.

## Wirken
Lehr ist bekannt für seine Forschung an und Optimierung von in-vitro-Zellkulturmodellen. Hierbei liegt der Schwerpunkt vor allem auf (bakteriell infiziertem oder entzündetem) Lungen- und Darmepithel sowie der Haut. Jedoch umfasst seine Forschungstätigkeit auch die Augen, bakterielle Membranen, Biofilme und Mucus.  Ziel seiner Forschung ist es, Ersatzmethoden für Tierversuche zu entwickeln. Letztere werden standardmäßig eingesetzt, um biopharmazeutische und pharmakologische Fragestellungen zu beantworten, mangeln jedoch an Aussagekraft aufgrund anatomischer und physiologischer Unterschiede zum menschlichen Organismus. Ein weiterer Schwerpunkt seiner Forschung liegt bei der Entwicklung von Wirkstofftransportsystemen, um biologische Barrieren zu überwinden und neuartige Arzneistoffe, wie u. a. Nukleinsäuren, an ihr jeweiliges Ziel zu transportieren. Lehr ist Initiator der „Biological Barriers“-Konferenz, welche seit 1994 alle zwei Jahre stattfindet. Lehr ist ebenfalls Mitgründer der in Saarbrücken ansässigen Firmen Across Barriers GmbH (1998) und PharmBioTec Research & Development GmbH. Zum ist er Mitgründer des Zentrums für Bioinformatik (2000) der Universität des Saarlandes.
Des Weiteren erfolgte 2009 durch Lehr, Rolf Hartmann und Rolf Müller die Gründung des Helmholtz-Instituts für Pharmazeutische Forschung Saarland (HIPS), einem Tochterinstitut des Helmholtz-Zentrums für Infektionsforschung in Braunschweig. Lehr ist Mitherausgeber der wissenschaftlichen Fachzeitschrift European Journal of Pharmaceutics and Biopharmaceutics sowie Mitgründer der deutschen Sektion der Controlled Release Society e.V.
Claus-Michael Lehr ist zudem Mitentwickler des sogenannten Pharmaceutical Aerosol Deposition Device on Cell Cultures (PADDOCC) und der human Alveolar Epithelial Lentivirus immortalized cell line (hAELVi).

## Preise und Ehrungen
- 2001, 2013, 2021 – Phoenix-Preis für Pharmazeutische Technologie[2]
- 2009 – Internationaler Preis der Belgischen Gesellschaft für Pharmazeutische Wissenschaften
- 2010 – Fellow der Amerikanischen Gesellschaft Pharmazeutischer Wissenschaftler, AAPS[2]
- 2010, 2011 – German Research Awards for Alternatives to Animal Testing[2]
- 2012 – Membre Correspondant Académie Nationale de Pharmacie (Paris, Frankreich)[2]
- seit 2012 – Ehrenfakultätsmitglied, University of Utah, USA[2]
- 2013 – Fellow der internationalen Controlled Release Society (CRS)[2]
- 2015, 2016, 2017, 2018 – Top 100 der einflussreichsten Arzneimittelentwickler[2][12]
- 2016 – Gastprofessur an der Galenus Foundation, MIT (USA), Lab Robert Langer[2]
- 2017 – CRS T. Nagai Wissenschaftspreis für die Mentorentätigkeit gegenüber der damaligen Postdoktorandin Maike Windbergs[2]

## Mitgliedschaften in Beiräten
2009, seit 2020 – Vorstand International Society for Aerosols in Medicine (ISAM).
2019 – CIBER-BBN Mitglied im Wissenschaftlichen Beirat, Valencia, Spanien
2019 – Vorsitzendenakkreditierungsausschuss, Pharmazie, Universität Genf and ETH Zürich, Schweiz
2018 – Forschungsevaluierungsgremium, Pharmazeutisches Institut, Universität Kopenhagen
2016-19 – Präsident der Apotheker Jacob Foundation
seit 2014 – Catalent Applied Drug Delivery Institute, USA
seit 2013 – BioTechMed-Graz, Österreich
seit 2012 – LabEx LERMIT, Paris, Frankreich
seit 1998 – Mitherausgeber des European Journal of Pharmaceutics and Biopharmaceutics
seit 1996 – Mitbegründer der deutschen Sektion der Controlled Release Society und Inhaber verschiedener Funktionen im Vorstand derselben